# Udbina
Pour les articles homonymes, voir Udbina (homonymie).

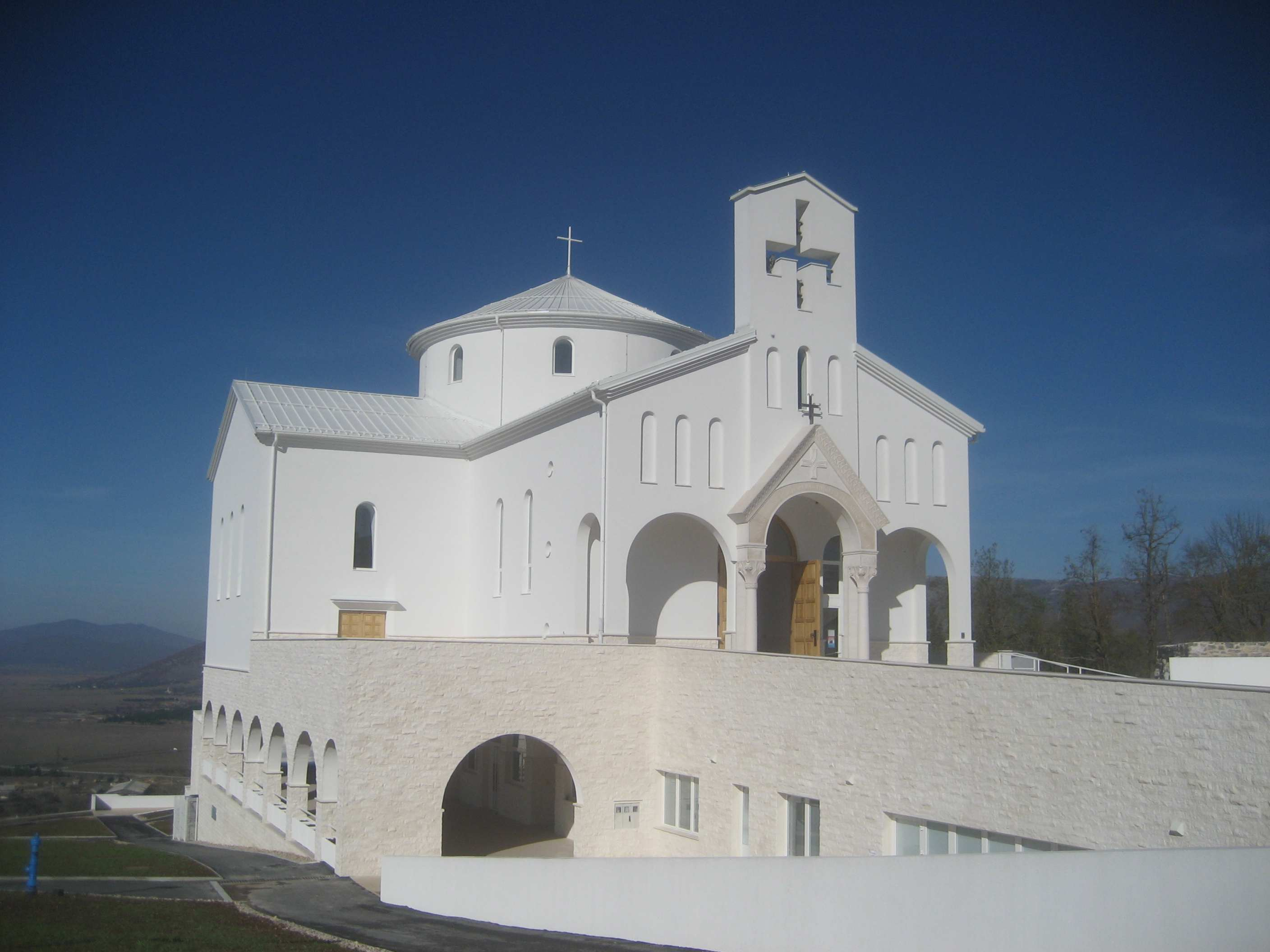
Croatie "civitas Corbaviae".

Udbina est un village et une municipalité située dans la région de la Lika et dans le comitat de Lika-Senj, en Croatie. Au recensement de 2001, la municipalité comptait 1 649 habitants, dont 51 % de Croates et 43,36 % de Serbes ; le village seul comptait 735 habitants.

## Histoire
Une base aérienne y était construite par la Yougoslavie.

## Localités
La municipalité d'Udbina compte 26 localités :
| - Breštane - Bunić - Čojluk - Debelo Brdo - Donji Mekinjar - Frkašić - Grabušić - Jagodnje - Jošan - Klašnjica - Komić - Krbava - Kurjak | - Mutilić - Ondić - Pećane - Podlapača - Poljice - Rebić - Srednja Gora - Svračkovo Selo - Šalamunić - Tolić - Udbina - Vedašić - Visuć |